# Błotnik (przystanek kolejowy)
Błotnik – zlikwidowany wąskotorowy przystanek osobowy w Błotniku, w gminie Cedry Wielkie, w powiecie gdańskim, w województwie pomorskim. Położony był na linii wąskotorowej z Koszwał do Stegny Gdańskiej otwartej w 1905 roku. W 1974 roku odcinek do Lewego Brzegu Wisły został rozebrany.